# Tulio Tascón
Tulio Enrique Tascón Quintero (Buga, Valle del Cauca, 29 de enero de 1888-Bogotá, 1954) fue un abogado, político liberal, historiador, escritor y académico colombiano.
Fue uno de los más grandes jurisconsultos colombianos en las áreas del Derecho Administrativo y  el Derecho Constitucional.

## Biografía
Nació en Guadalajara de Buga el 29 de enero de 1888. Fue hijo de Leonardo Tascón Tascón y Mercedes Tulia Quintero Varela. Estudió el bachillerato en el Colegio Mayor de Nuestra Señora del Rosario y de allí pasó a la Universidad Nacional de Colombia donde estudió Derecho, graduándose como abogado el 5 de mayo de 1905.
Empezó a ejercer su profesión en Buga, y desde joven mostró una gran entrega por lo que realizaba, iniciándose también en aquella ciudad en la política. En 1931 publicó el periódico Helios que circuló hasta 1940. En aquel tiempo escribió en varias publicaciones nacionales como el periódico El Liberal, la Revista Jurídica y El Gráfico en Bogotá, y La Lucha y El Día en Cali. Colaboró además con en otras publicaciones como el Boletín de Historia y Antigüedades de la Academia Colombiana de Historia, institución de la que fue miembro de número y presidente entre 1941 y 1942. Así mismo fue miembro de la Academia Colombiana de Jurisprudencia, del Centro Nortesantandereano de Historia, de la Sociedad de Estudios  Históricos de La Habana, del Centro de Historia latinoamericana de E.E.U.U.,  fundador de la Academia Vallecaucana de Historia, y fundador, presidente y presidente honorario de la Sociedad Jurídica de la Universidad Nacional de Colombia.
En el ámbito jurídico, fue magistrado y presidente de Tribunal Superior de Buga, Consejero de Estado (1937 - 1942) y presidente del Consejo de Estado (1940) mientras era designado a la Presidencia de la República. En este último cargo se destacó por su sabiduría, severidad y recto juicio, siendo notables las sentencias que redactó en esa entidad, de la cual se considera un verdadero baluarte.
En el campo político fue concejal de Buga (1913 - 1933), diputado a la Asamblea Departamental del Valle del Cauca, Representante a la Cámara (1913 - 1918), presidente de la Cámara de Representantes (1915), Senador de la República (1919 - 1923), presidente del Senado de la República (1920), Gobernador del Valle del Cauca (1935 - 1938), dos veces designado a la Presidencia de la República, ministro de Correos y Telégrafos en el gobierno de Enrique Olaya Herrera(1930), ministro de Educación en el primer gobierno de Alfonso López Pumarejo (1937) y ministro de Minas y Petróleos en el segundo gobierno de Alfonso López Pumarejo (1943) y en el de Mariano Ospina Pérez (1946).
En la Academia, fue profesor de la Externado de Derecho (antiguo nombre de la Universidad Externado de Colombia) y de la Universidad Libre (Colombia), de la cual fue Rector entre 1946 y 1950. Se destacó en las cátedras de Derecho Administrativo y Derecho Constitucional. Su nombre también es conocido por ser el autor de alguno de los libros más importantes en Derecho Colombiano y en Historia tanto nacional como regional. Se dice que su obra Historia del Derecho Constitucional Colombiano fue el texto que inspiró la Reforma Agraria de 1936, hecha sólo tres años después de publicada dicha obra.

## Obras destacadas
- Biografía del General José María Cabal (1909).
- Derecho Constitucional Colombiano.
- Historia del Derecho Constitucional Colombiano (1933).
- Génesis de nuestro Derecho Constitucional.
- Derecho Contencioso Administrativo.
- Historia de la conquista de Buga.
- Historia de Buga en la Colonia.
- Biografía del General Pedro Murgueítio.